# Physoloba indistincta
Physoloba indistincta är en fjärilsart som beskrevs av Butler 1882. Physoloba indistincta ingår i släktet Physoloba och familjen mätare. Inga underarter finns listade i Catalogue of Life.